# Melitaea orinomus
Melitaea orinomus är en fjärilsart som beskrevs av Rütimeyer 1942. Melitaea orinomus ingår i släktet Melitaea och familjen praktfjärilar. Inga underarter finns listade i Catalogue of Life.